# Mentor (mytologi)

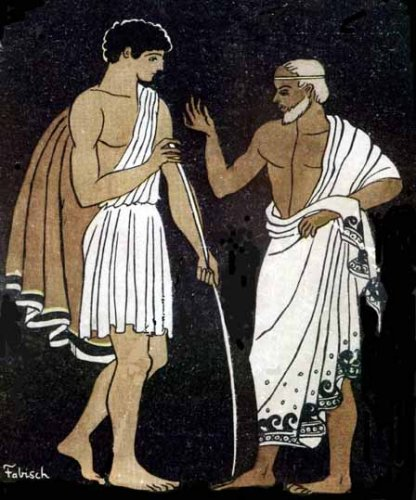
Telemachos och Mentor i Odysséen

Mentor (grekiska: Μέντωρ) var i grekisk mytologi en vän och rådgivare till hjälten Odysseus. När Odysseus gav sig iväg i det Trojanska kriget lämnade han sin son Telemachos i Mentors vård.
I Homeros' Odysséen tar gudinnan Athena Mentors skepnad, och hjälper Telemachos i Odysseus frånvaro. Efter denna skildring har ordet mentor kommit att användas för en pålitlig vän, rådgivare eller lärare, oftast en äldre och erfaren person som hjälper en yngre.